# Мовниківська сільська рада
Мовниківська сільська рада — адміністративно-територіальна одиниця у Іваничівському районі Волинської області з адміністративним центром у селі Мовники.

## Населені пункти
Сільській раді підпорядковані населені пункти:
- с. Мовники
- с. Кречів

## Населення
Згідно з переписом УРСР 1989 року чисельність наявного населення сільської ради становила 930 осіб, з яких 414 чоловіків та 516 жінок.
За переписом населення України 2001 року в сільській раді мешкало 912 осіб.

### Мова
Розподіл населення за рідною мовою за даними перепису 2001 року:
| Мова       | Відсоток |
| ---------- | -------- |
| українська | 98,36 %  |
| російська  | 1,09 %   |
| білоруська | 0,22 %   |
| молдовська | 0,22 %   |

## Склад ради
Сільська рада складається з 14 депутатів та голови. В нинішньому складі ради всі 100 % депутатів є самовисуванцями. 

## Керівний склад сільської ради
| ПІБ                        | Основні відомості                                                                | Дата обрання | Дата звільнення |
| -------------------------- | -------------------------------------------------------------------------------- | ------------ | --------------- |
| Хомік Павло Степанович     | Сільський голова, 1959 року народження, освіта, член Української Народної Партії | 26.03.2006   | 31.10.2010      |
| Шестон Чеслав Анатолійович | Сільський голова, 1968 року народження, освіта вища, безпартійний                | 31.10.2010   |                 |

Примітка: таблиця складена за даними джерела

## Населення
Населення сільської ради згідно з переписом населення 2001 року становить 916 осіб, площа — 24.65 км², щілність — 37.2 осіб/км². 
| Населенні пункти  | 2001 рік | 1989 рік |
| ----------------- | -------- | -------- |
| Кречів            | 310      | 340      |
| Мовники           | 606      | 590      |
| Сукупне населення | 916      | 930      |